# Tallah
Tallah es una banda estadounidense de metal extremo de Pensilvania. Actualmente están firmados con Earache Records. La banda está compuesta por el vocalista Justin Bonitz, el guitarrista principal Derrick Schneider, la guitarrista rítmica Alex Snowden, el baterista Max Portnoy y el tocadiscos/tecladista Alizé "Mewzen" Rodríguez.
La banda se formó en 2017 por el baterista Max Portnoy (hijo de Mike Portnoy ), el guitarrista principal Derrick Schneider y el bajista Andrew Cooper. La banda ha lanzado dos álbumes de estudio, Matriphagy (2020) y The Generation of Danger (2022). A menudo descrita como una banda "nu-core", Tallah mezcla nu metal y hardcore con elementos de deathcore y rap.

### Formación yNo One Should Ever Read This(2017-2020)
Tallah se formó en 2017 por el baterista Max Portnoy (hijo del baterista de Dream Theater Mike Portnoy ), el guitarrista de Next to None Derrick Schneider y el bajista Andrew Cooper. Eligieron a otros dos guitarristas rítmicos, AJ Wisniewski y Nick Malfara, y probaron con un par de vocalistas diferentes, pero no eran lo que Max buscaba. Portnoy conocía al futuro cantante Justin Bonitz a través de los canales de YouTube de Bonitz, Hungry Lights y Hungry Covers. Justin se unió a la banda el 1 de enero de 2018. A finales de 2017, la banda ya había grabado demos instrumentales para su EP No One Should Read This y en una semana Bonitz había escrito letras y voces autograbadas para cada pista. Su primera presentación en vivo fue el 7 de enero de 2018 en The Saint Vitus Bar en Brooklyn, Nueva York, interpretada como un sexteto con tres guitarristas. Luego, la banda ocupó el puesto de apoyo de A Killer's Confession en la gira.
Durante su primera gira, en mayo de 2018, la banda lanzó un video musical para su primer sencillo, "Placenta". Uno de los tres guitarristas se fue, por lo que continuaron como un quinteto. En junio de 2018, AJ dejó la banda y eligieron a Eric Novroski como su nuevo guitarrista rítmico. En agosto de 2018, lanzaron un video musical para su canción "Cottonmouth". El 25 de abril de 2019, la banda anunció que habían firmado con Earache Records. El 18 de julio de 2019, la banda tocó en The Lizard Lounge en Lancaster, Pensilvania, durante el cual Bonitz se subió al techo del lugar. Un guardia de seguridad le dijo que se agachara, lo que provocó que Bonitz golpeara y pateara al guardia. Bonitz afirma que no sabía que la persona era un guardia de seguridad y que primero lo agarraron violentamente mientras aún colgaba de una viga en I. Posteriormente fue arrestado antes de ser puesto en libertad bajo fianza. La banda lanzó un video musical de la canción "Red Light" el 21 de enero de 2020 y anunció que ingresarían al estudio con Josh Schroeder. En octubre de 2019, la banda se separó de Eric y, en enero de 2020, fueron al estudio como un cuarteto, con Alizé "Mewzen" Rodríguez como su DJ no oficial.

### Matriphagy,Talladdiny cambios de formación (2020-2022)
El 5 de junio de 2020, Tallah lanzó "The Silo", el sencillo principal de su álbum de estudio debut, Matriphagy. El 2 de julio de 2020, la banda lanzó "We, the Sad" como segundo sencillo. El 23 de julio de 2020, se lanzó "Red Light" como tercer sencillo. El 6 de agosto de 2020, se lanzó "Placenta" como cuarto sencillo. El 20 de agosto de 2020, se lanzó "Overconfidence" como quinto sencillo. El 11 de septiembre de 2020, se lanzó "LED" como el sexto y último sencillo. Matriphagy fue lanzado el 2 de octubre de 2020.
Tallah lanzó un concierto en vivo el 1 de octubre de 2020, en el que tocaron su álbum debut Matriphagy de adelante hacia atrás. Aquí, anunciaron que Mewzen sería un miembro oficial, y también debutaron con su nuevo guitarrista rítmico, Alex Snowden de Doll Skin.
El 1 de abril de 2021, Tallah anunció el EP Talladdin junto con el primer sencillo "Friend Like Me". Este EP consta de cinco versiones de la banda sonorade Aladdin exclusivas de su página de Patreon.
El 17 de agosto de 2021, lanzaron el sencillo y el video musical "Vanilla Paste", con las voces invitadas de Grant Hood de Guerilla Warfare, AJ Channer de Fire From the Gods y Tom Barber de Chelsea Grin. El 21 de noviembre, anunciaron que se habían separado de su bajista fundador, Andrew Cooper, citando diferencias musicales.

### The Generation of Danger(2022-presente)
El 9 de marzo de 2022, lanzaron el sencillo y el video musical "Telescope", y anunciaron su próximo álbum titulado The Generation of Danger, junto con una fecha de lanzamiento temporal para el 9 de septiembre de 2022. La banda apoyó a All That Remains en su gira estadounidense de primavera de 2022 que comenzó el 12 de marzo de 2022 en Worcester, Massachusetts. El 19 de abril de 2022, lanzaron el segundo sencillo del álbum, "The Impressionist" con un video musical. En agosto de 2022, anunciaron que el lanzamiento del álbum se retrasaría hasta el 18 de noviembre El 1 de septiembre de 2022, lanzaron "Shaken (Not Stirred)" como sencillo con un video musical. El 13 de octubre de 2022 lanzaron el sencillo "For the Recognition" con un video musical. El 10 de noviembre de 2022, lanzaron el quinto y último sencillo "Dicker's Done". The Generation of Danger se lanzó el 18 de noviembre de 2022.

## Miembros de la banda
Miembros actuales

|
- Derrick Schneider – guitarra líder, coros (2017–presente)
- Max Portnoy – batería, percusión (2017–presente)
- Carl Jr – vocalista (2018–presente)
- Alizé "Mewzen" Rodriguez – tocadiscos, samples, teclados (2020–presente)
- Alex Snowden – guitarra rítmica (2020–presente)

Antiguos miembros
- Nick Malfara – guitarra rítmica (2017–2018)
- AJ Wisniewski – guitarra rítmica (2017–2018)
- Eric Novroski – guitarra rítmica (2018–2019)
- Andrew Cooper – bajo (2017–2021)

|
Miembros de gira
- Marc Naples – bajo (2021–2022)
- Tyler Hinson – bajo (2022)
- Matthew Ryan – batería (2021)
- Joel McDonald – batería (2022)
- Tyler Bogliole – batería (2022)

|}

## Discografía

### Álbumes
- Matrifagia (2020)
- The Generation Of Danger (2022)

### EP
- No One Should Ever Read This (2018)
- Talladín (2021)